# آشاغی ییریک‌لر (قره‌عیسی‌لی)
آشاغی ییریک‌لر (به ترکی استانبولی: Aşağıyirikler) یک منطقهٔ مسکونی در ترکیه است که در کارایسالی واقع شده‌است.